# Bäckkrypmossa
Bäckkrypmossa (Hygroamblystegium fluviatile) är en bladmossart som beskrevs av Leopold Loeske 1903. Bäckkrypmossa ingår i släktet Hygroamblystegium och familjen Amblystegiaceae. Arten är reproducerande i Sverige. Inga underarter finns listade i Catalogue of Life.

## Bildgalleri

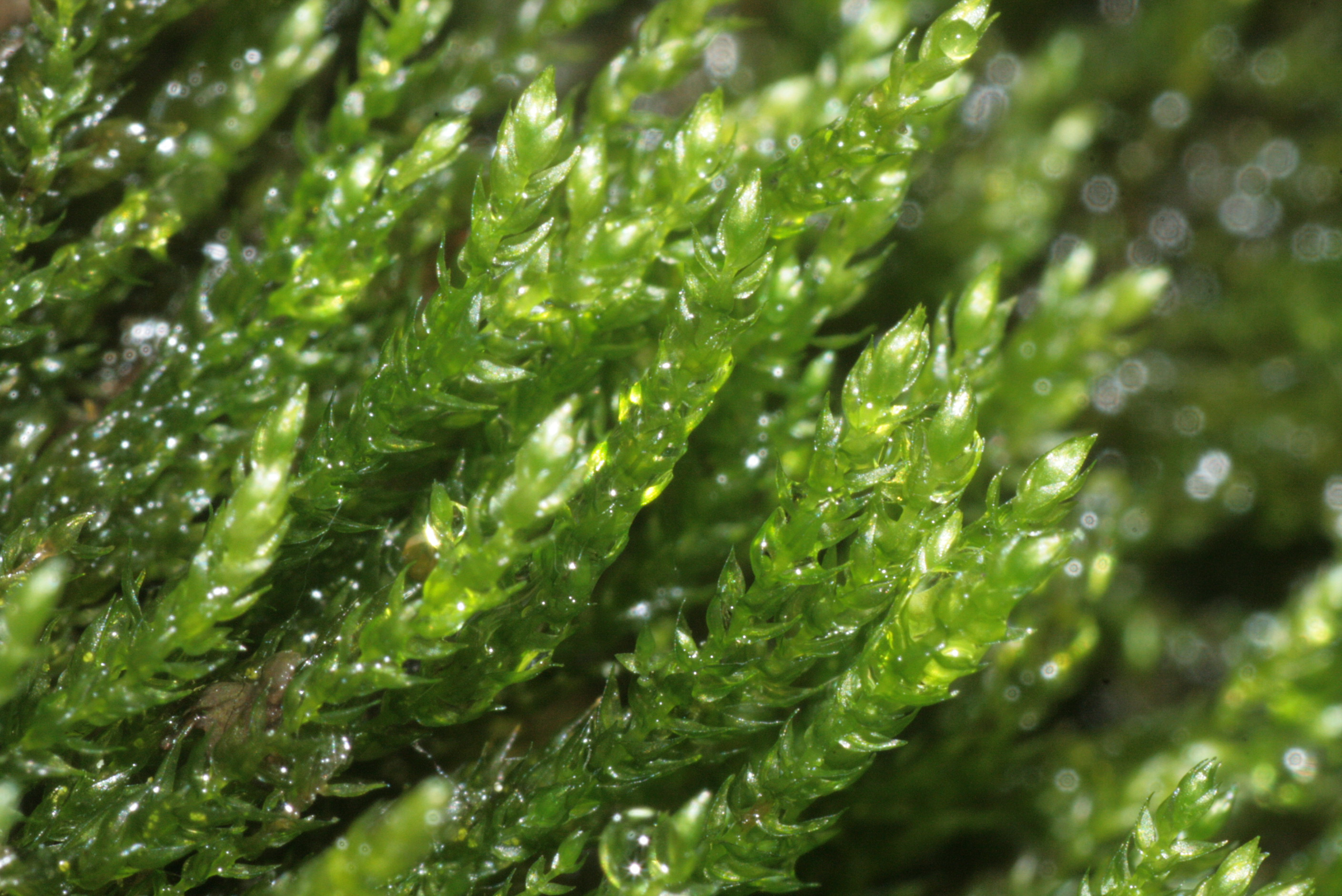
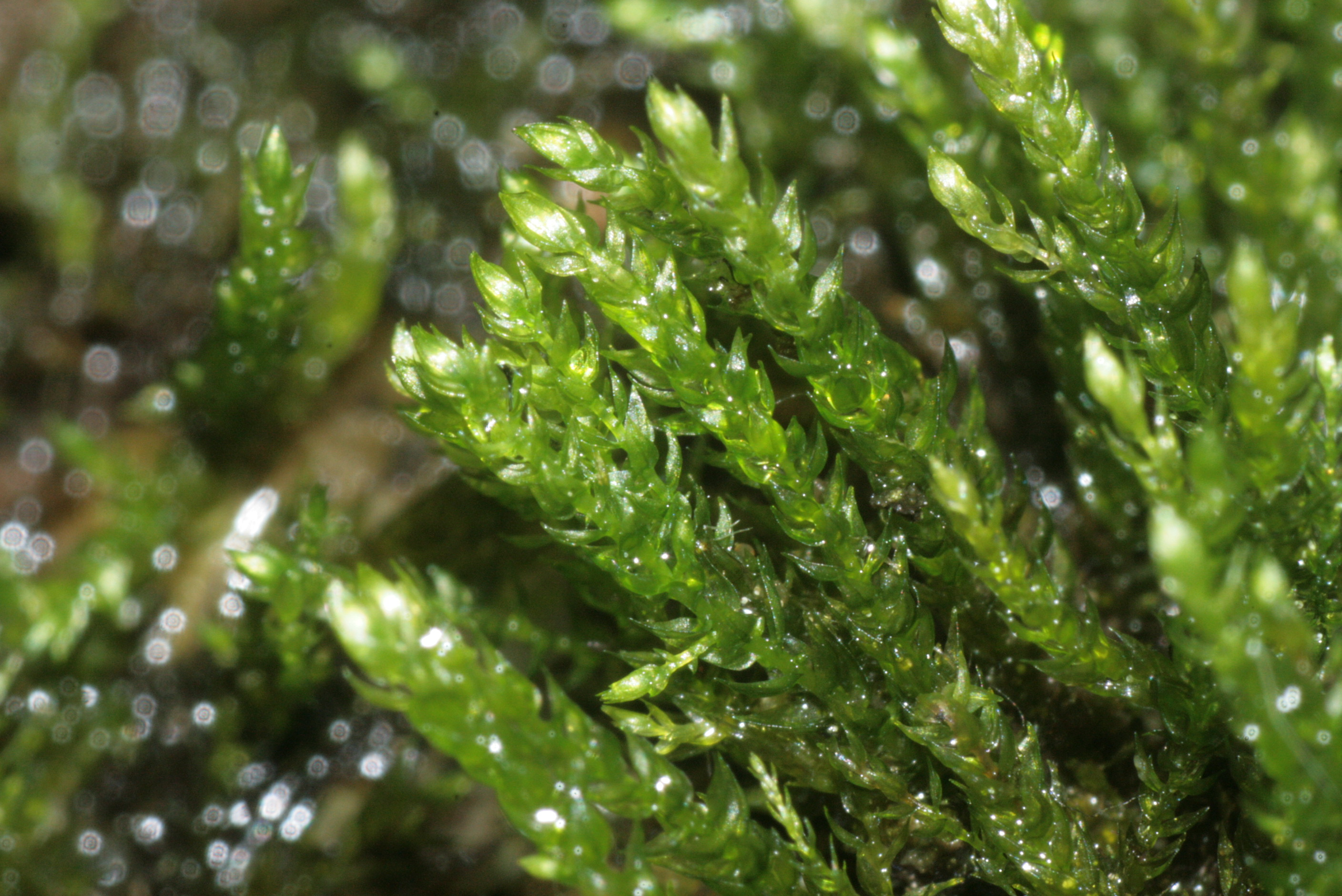
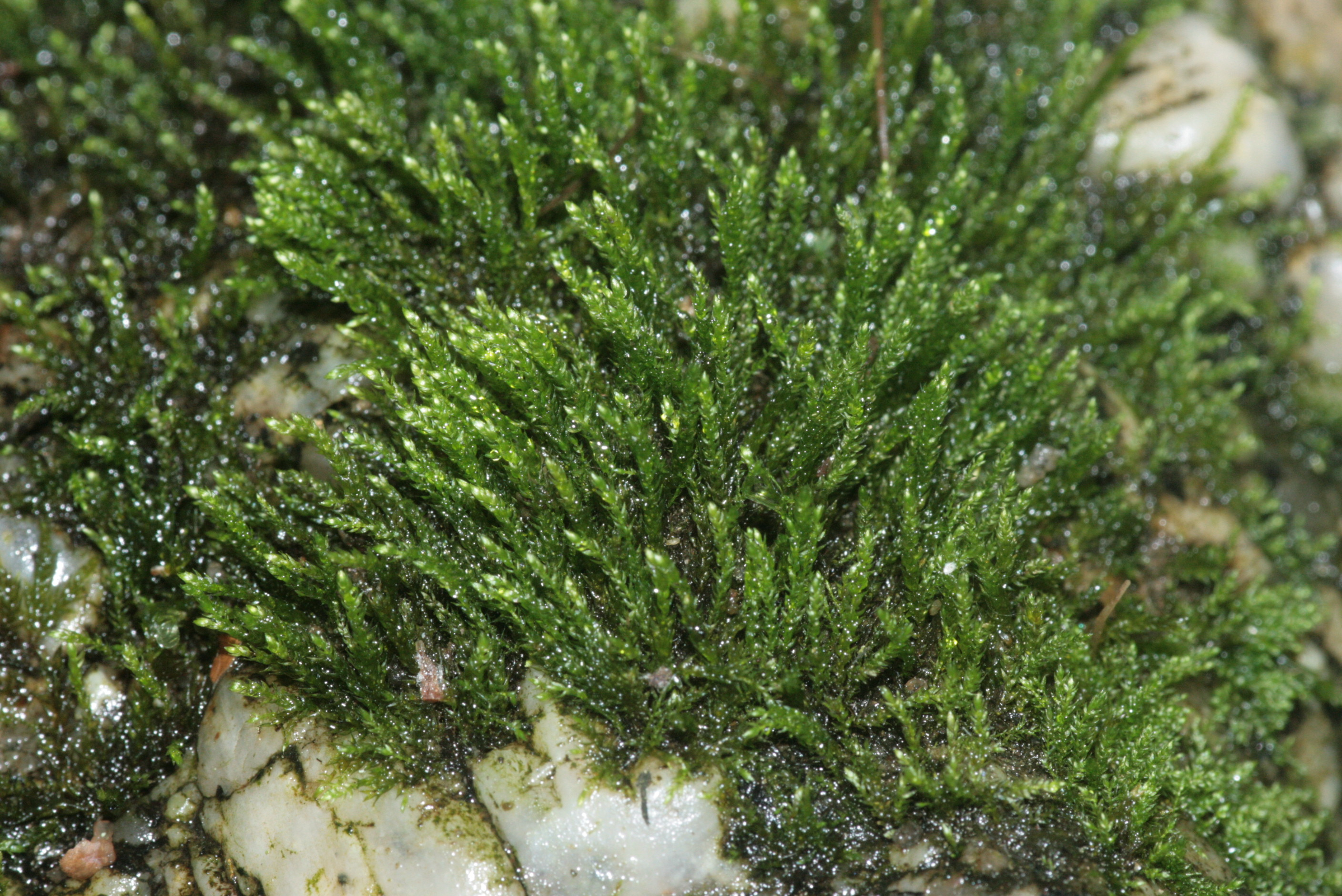
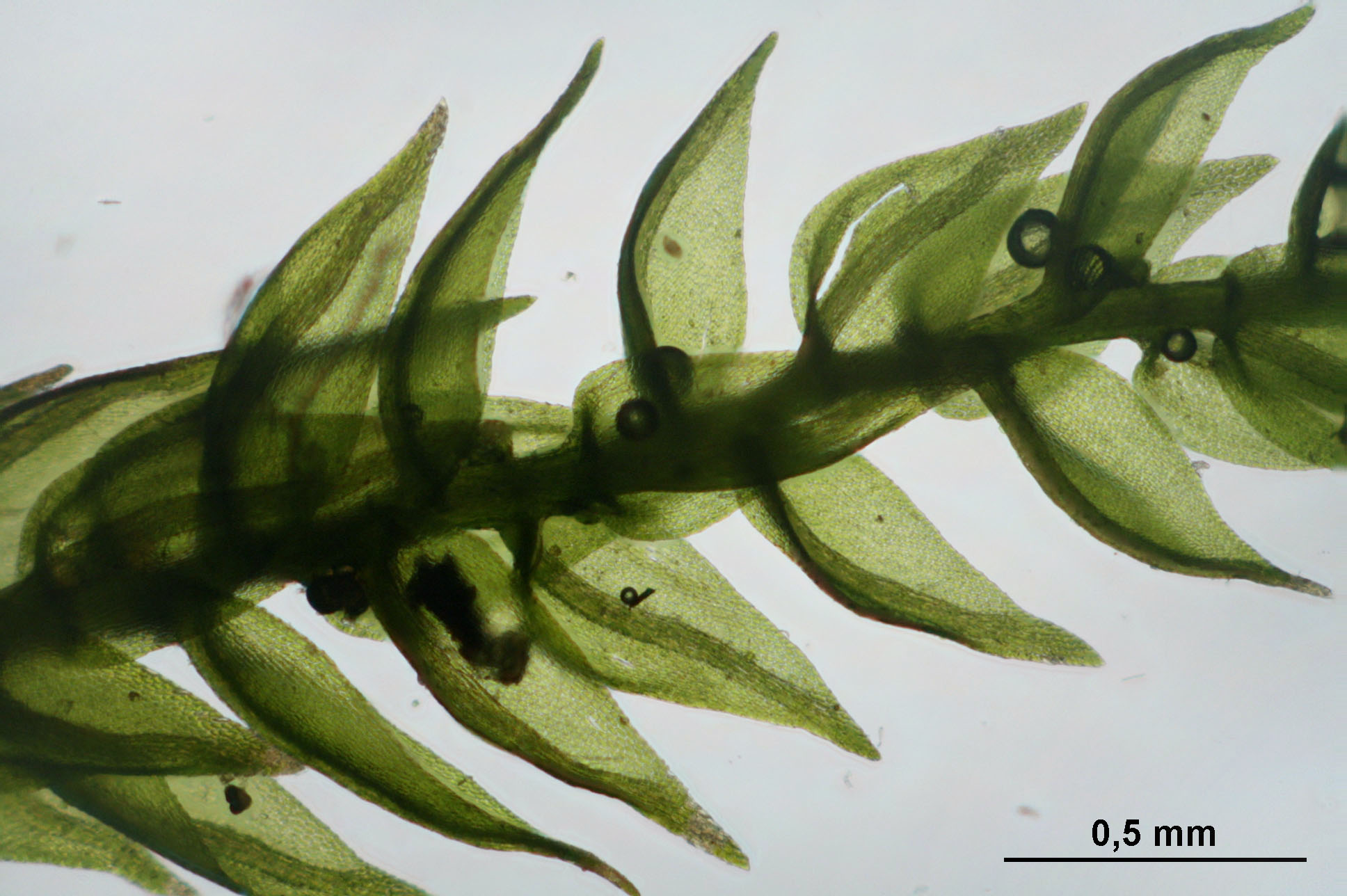
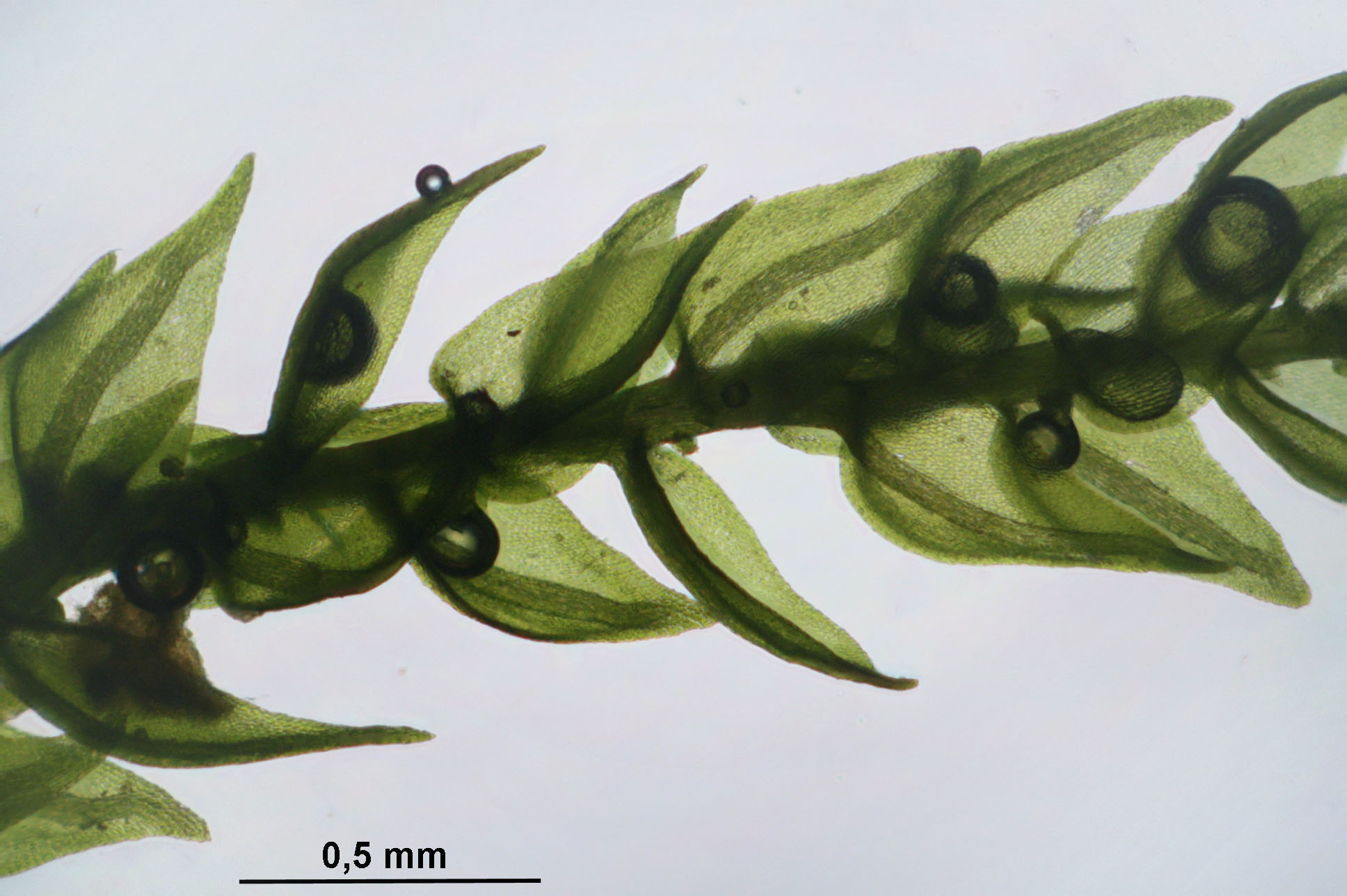
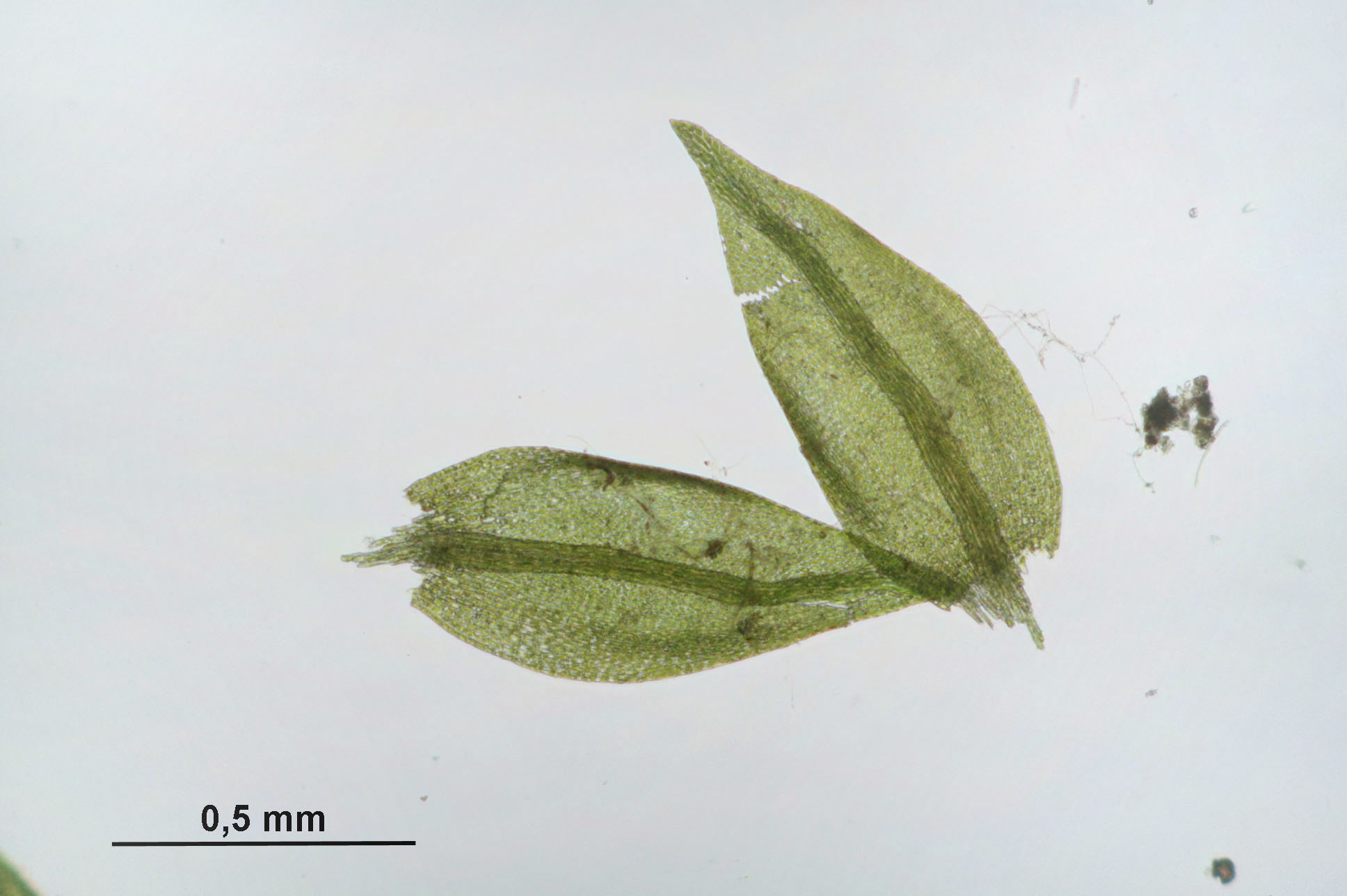